# Olof Bure
Olaus Engelberti Bure (* 2. September 1578 in Säbrå bei Härnösand; † 13. Dezember 1655 in Åbo) war ein schwedischer Arzt und Mathematiker.

## Leben
Olof Bure war ein Sohn des Pfarrers Engelbertus Bure. Er hatte zwei Brüder.
Bure schrieb sich am 15. Mai 1601 an der Universität Uppsala im Fach Geometrie ein. Im Jahre 1611 verteidigte er seine Dissertation in Basel zum Doktor der Medizin.
Im Jahre 1618 wurde Olaus Engelberti Bure ein Leibmedikus des Königs Gustav Adolph von Schweden.
1621 wurde Olaus in den Adelsstand erhoben und gleichzeitig Bürgermeister der Stadt Stockholm.
Später, von 1633 bis 1640, bekleidete er das Amt eines Vizepräsidenten des Hofgerichtes in Åbo in Finnland.
Bure heiratete im Jahre 1612 Elisabeth Bagge af Boo, die Tochter des Statthalters Jakob Bagge.

## Werke
- Arithmetica instrumentalis Abacus ab eo ipse inventus. Helmstedt 1609